# Tredingstak

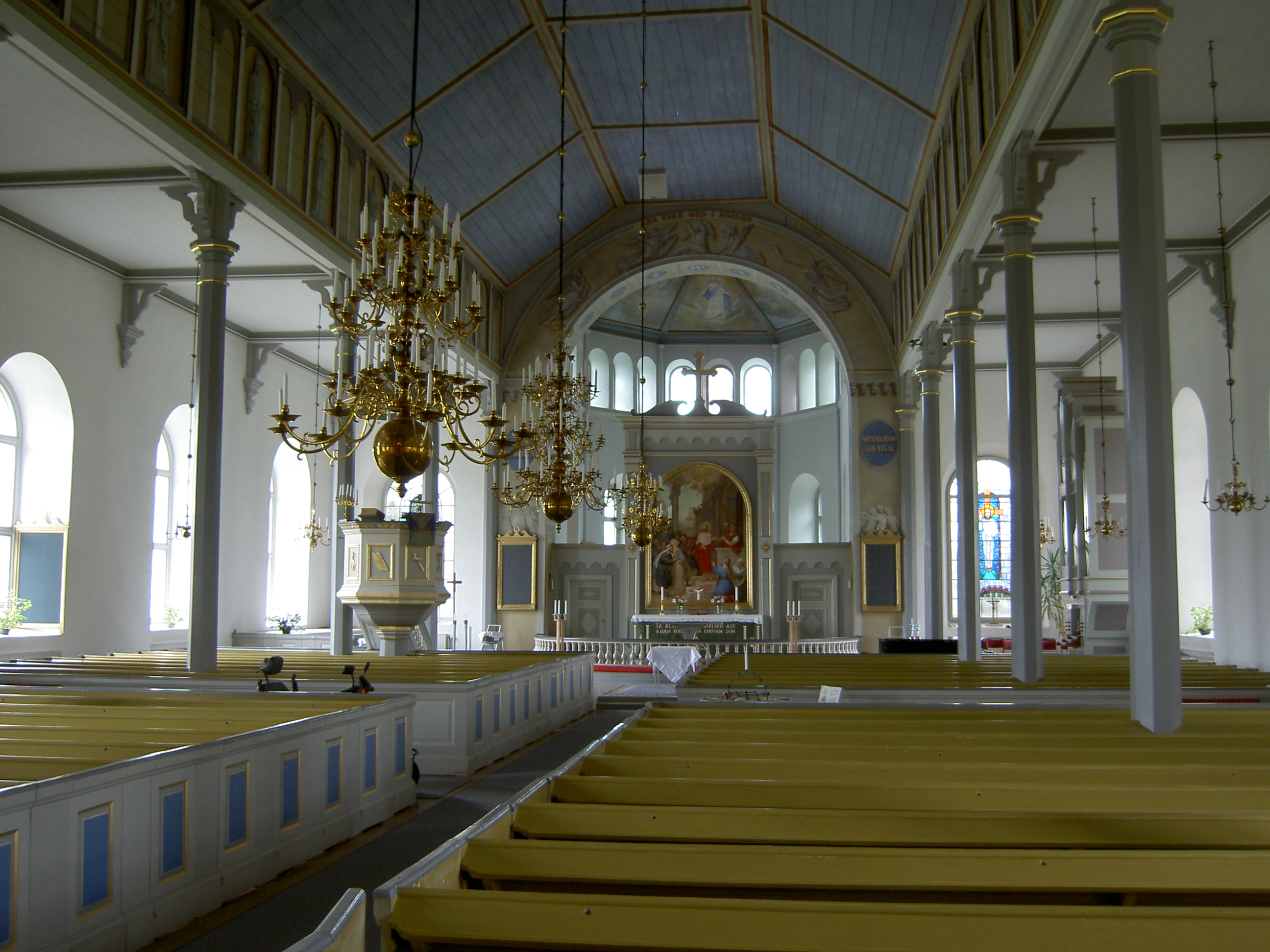
Tredingstak i Kyrkhults kyrka.

Tredingstak kallas ett innertak som är tredelat, där mittpartiet är horisontellt och sidopartierna sluttar nedåt. Materialet är vanligtvis trä och sidopartierna brukar följa yttertakets lutning. En specialvariant av tredingstak är klöverbladstak som har ett treklöverformigt tvärsnitt.